# Список войн и вооружённых конфликтов Руанды
Список войн и вооружённых конфликтов Руанды — перечень вооружённых конфликтов в истории Руанды в хронологическом порядке, с момента обретения независимости.

## Хронология

### 1959—1997
| Годы      | Название                      | Регион                     | Описание | Результат | Примечание  |
| --------- | ----------------------------- | -------------------------- | --- | --------- | ----------- |
| 1959—1961 | Социальная революция в Руанде | Руанда-Урунди              | Революция для достижения независимости. | Победа    | [ 1 ]       |
| 1963      | Кровавое Рождество            | Руанда, провинция Бугесера | Нападение на Руандийский лагерь в Бугесере. | Победа    | [ 2 ] [ 3 ] |
| 1990—1994 | Гражданская война в Руанде    | Руанда                     | Конфликт в Руанде между сторонниками президента Жювеналя Хабьяримана и повстанцами Руандийского патриотического фронта. Конфликт начался 1 октября 1990 года вторжением войск РПФ в страну и официально закончился 4 августа 1993 года подписанием Арушских соглашений. Тем не менее, убийство Жювеналя Хабьяримана в апреле 1994 года стало катализатором начала геноцида в Руанде. По мнению некоторых исследователей, этот геноцид является последующей стадией гражданской войны. РПФ провёл новое наступление и, в конце концов, взял под свой контроль страну. | Победа    |             |
| 1996—1997 | Первая конголезская война     | Заир                       | Война, в ходе которой поддерживаемые Угандой и Руандой повстанцы во главе с Лораном Кабилой свергли президента Заира Мобуту. После того, как повстанцы заняли столицу Киншасу, Заир был переименован в Демократическую Республику Конго. | Победа    |             |

### 1997—н.в.
| Годы         | Название                      | Регион                                 | Описание | Результат             | Примечание |
| ------------ | ----------------------------- | -------------------------------------- | --- | --------------------- | ---------- |
| 1998 — 2003  | Вторая конголезская война     | ДР Конго                               | | Неопределённый        |            |
| 2000         | Шестидневная война            | Кисангани, ДР Конго                    | Вооружённые конфликт между армиями Уганды и Руанды в конголезском городе Кисангани во время Великой африканской войны.                                        | Победа                | [ 5 ]      |
| 2009         | Наступление в восточном Конго | Киву, ДР Конго                         | Совместное военное наступление ДРК и Руанды против повстанческой группировки ДСОР хуту, потомков тех групп, которые осуществили геноцид в Руанде в 1994 году. | Победа                |            |
| 2009         | Конфликт в Донго              | Донго, ДР Конго                        | Незначительным конфликт в центре в города Донго, ДРК. | Победа                |            |
| 2020 — н. в. | Гражданская война в ЦАР       | ЦАР                                    | Вооружённый конфликт между правительством ЦАР и повстанцами                                                                                                   | Конфликт продолжается |            |
| 2021 — н. в. | Исламский мятеж в Мозамбике   | Кабу-Делгаду, Мозамбик                 | Мятеж в мозамбикской провинции Кабу-Делгаду, поднятый исламистской группировкой Ансар ас-Сунна.                                                               | Конфликт продолжается |            |
| 2022 — н. в. | Конфликт ДР Конго и Руанды    | Киву, Демократическая Республика Конго | Повстанцы М23 совместно с армией Руанды вторглись на территорию ДР Конго, захватив более 100 поселений.                                                       | Конфликт продолжается |            |